# Andreas Hyperius
Andreas Gheeraerdts (1511-1564) (Ypres, 16 de Maio de 1511 — Marburgo, 1 de Fevereiro de 1564), foi um teólogo luterano, pregador e reformador alemão. Foi nomeado professor de Teologia da Universidade de Marburgo de 1542 até à data da sua morte.

## Biografia
Era filho de um ilustre e respeitado jurista alemão. Estudou em Lille (1523) e depois em Lovaina (1528). Teve uma educação humanística e mais tarde estudou em Tournai e também em Paris, onde aprendeu Teologia e Direito Canônico. Foi aluno de Joachim van Ringelbergh (1499-1556) e amigo de Johannes Sturm, fundador da Universidade de Estrasburgo, por quem foi muito incentivado. Foi aluno também em universidades alemãs onde estudou teologia evangélica. Quando a herança paterna acabou, encontrou apoio junto a seu amigo e compatriota Gerhard Geldenhauer (1482-1542) a quem sucedeu como professor de Teologia na Universidade de Marburgo.
Escritor prolífico, dotado com índole poderosa, logo atraiu granda massa de estudantes, onde empregava maior atenção na educação de pregadores. Não era exatamente um luterano, porém, influenciado por Martinus Bucerus (1491-1551), que desfrutava da mais alta estima do Landgrave de Hesse, Felipe I (1504-1567), deixou a mais indelével marca sobre o protestantismo em Hesse. Hyperius se destacou em várias linhas: exegética, histórica, enciclopédica e homilética.

## Obras
- Topica Theologica, tratado sobre a prática dos sermões
- De theologo, seu de ratione studii theologici, libri IIII, Basileia, (1556)
- Elementa christianae religionis (1563)
- Methodi theologiae, sive praecipuorum christianae religionis locorum conmunium, libri tres (1568).
- De formandis concionibus sacris“ , Basileia 1553 (Sobre a criação dos discursos sagrados). Esta obra foi traduzida para o inglês por John Ludham, em 1577 sob o título "The Practice of Preaching" (A Prática da Pregação).
- De recte formando theologiae studio“, Basileia 1556, sua enciclopédia obra máxima
- De formandis concionibus sacris (1553, versão ampliada em 1562)
- In D. Pauli ad Romanos epistolam exegema, 1549
- Varia opuscula, 1569-70
- De methodo in conscribenda historia ecclesiastica consilium, publicada pela primeira vez por Wilhelm Mangold (1825-1890)[2], em Marburgo, em 1866